# Dovedale
Dovedale è un villaggio del Botswana situato nel distretto Centrale, sottodistretto di Mahalapye. Il villaggio, secondo il censimento del 2011, conta 832 abitanti.

## Località
Nel territorio del villaggio sono presenti le seguenti 10 località:
- Boatanaga di 6 abitanti,
- Borobosi di 3 abitanti,
- Dovedale Lands,
- Lekotsane 1 di 22 abitanti,
- Lekotsane 2 di 15 abitanti,
- Lelatsong di 1 abitante,
- Letlhakoleng di 7 abitanti,
- Makatakwa di 23 abitanti,
- Mokgacha di 41 abitanti,
- Sekwaba di 20 abitanti